# Disturbios islamistas de septiembre de 2012

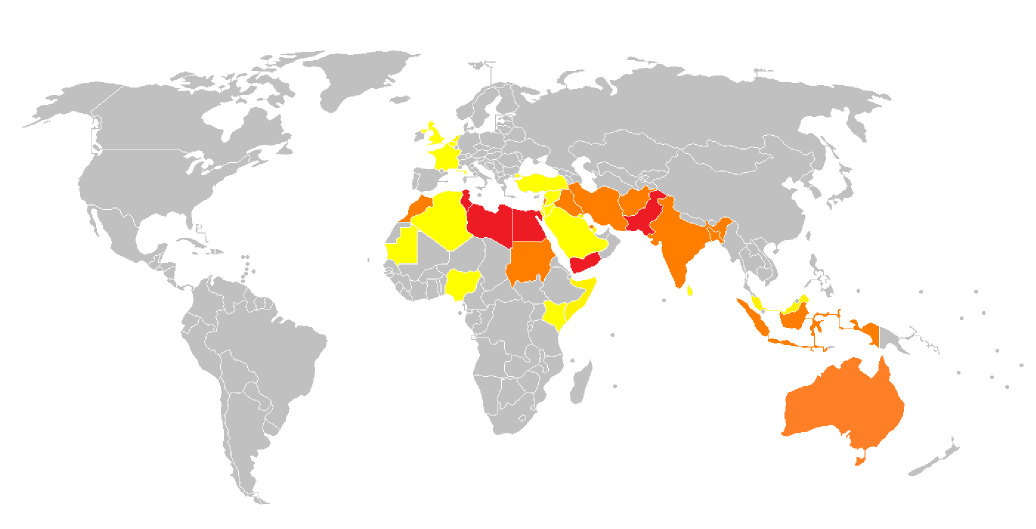
Mapa de las protestas causadas por la exhibición del tráiler de la película La inocencia de los musulmanes.
Altercados violentos
Manifestaciones
Protestas menores

Los disturbios islamistas de septiembre de 2012 surgieron como protesta de la película antiislámica La inocencia de los musulmanes y posteriormente por las caricaturas publicadas por algunas revistas europeas. Los disturbios se han extendido a lo largo de todo el mundo, especialmente en África y Oriente Medio, provocando numerosos enfrentamientos y muertes, siendo el caso más destacado la muerte del embajador estadounidense en Libia Christopher Stevens.

## Escenario
Las protestas surgieron a raíz de la película La inocencia de los musulmanes, la cual desató la ira de la población musulmana, ya que  esta era sátira de Mahoma en el que le retratan como a un inepto que mantiene relaciones sexuales y que duda incluso de que fuese portador de la palabra de Alà. También los disturbios se han agravado por las viñetas publicadas por diferentes revistas europeas burlándose de Mahoma.
Tras la falta de autoridad que imperaba en algunos países en la Primavera Árabe, las protestas se radicalizaron y se transformaron en sangrientos combates instigados en parte por Al Qaeda.
Originalmente, las protestas se desataron en El Cairo para después extenderse a Libia y finalmente a varios países más.
Como consecuencia de los altercados, decenas de personas han muerto y varias han resultado heridas.

## Países en los que se han producido protestas
Un total de 32 países se han visto afectados por las protestas:
Miles de personas salieron a las calles en Egipto, Mauritania, Marruecos, Libia, Argelia, Territorios Ocupados Palestinos, Siria, Jordania, Yemen, Catar, Kuwait, Baréin, Irán, Turquía, Afganistán, Irak, Somalia, Líbano, Nigeria, Kenia y Pakistán.
Las protestas alcanzaron también el sureste asiático, donde se registaron manifestaciones en Malasia, Singapur, India, Bangladés, Sri Lanka, Maldivas e Indonesia. 
Asimismo, grupos de manifestantes protestaron en las embajadas estadounidenses en Londres y Ámsterdam, siendo estas protestas más minoritarias.

## Principales protestas

### El Cairo
El 11 de septiembre, unas 3000 personas se concentraron ante la Embajada de Estados Unidos en El Cairo para protestar contra la creación de la película.
Una veintena de los asistentes a esta concentración se encamaró a los muros que rodean la legación y sustituyó la bandera estadounidense por otra de fondo negro en la que podía leerse "No hay otro Dios que Alá y Mahoma es su profeta". Tras retirarla, los manifestantes quemaron la enseña norteamericana. Finalmente, el Ejército intervino para controlar la situación.
El 12 de septiembre, 200 personas volvieron a manifestarse en El Cairo.
El 13 de septiembre una multitud se congregó de nuevo para protestar. En esta ocasión se enfrentaron contra las fuerzas de seguridad, resultando heridas 200 personas.

### Bengasi

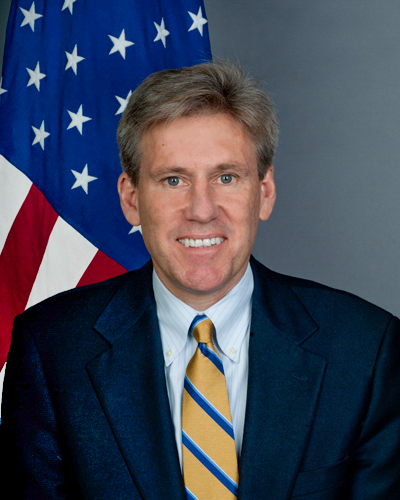
El embajador Christopher Stevens falleció en el ataque.

El asalto al consulado estadounidense en Bengasi se produjo el 11 de septiembre en esta ciudad del este de Libia, donde varios milicianos armados atacaron el complejo y le prendieron fuego. Los combates provocaron la muerte de varias personas, entre ellas la del embajador estadounidense en el país africano, Christopher Stevens, así como la de varios soldados y funcionarios. Las últimas investigaciones apuntan a que fue llevado a cabo por miembros de Al Qaeda que utilizaron el caos surgido por una manifestación como cortina de humo para atacar el complejo coincidiendo con la histórica fecha del 11-S.
Como consecuencia del asalto, EE. UU. decidió enviar 50 marines de la Flota del Equipo de Seguridad Antiterrorista y dos buques de guerra a Libia, así como evacuar su personal diplomático en el país. Asimismo, se designó al Buró Federal de Investigación (FBI) y a la CIA  la misión de investigar lo ocurrido.
Paralelamente, se inició una operación conjunta con las autoridades libias para encontrar a los culpables y se realizaron varias detenciones.
Además, el gobierno libio constituyó una comisión independiente para investigar lo ocurrido.

### Saná
El 13 de septiembre, cientos de manifestantes yemeníes irrumpieron por la puerta principal del complejo diplomático fortificado en el este de Saná, gritando consignas como "Nos sacrificamos por ti, mensajero de Alá". Anteriormente habían roto ventanas de las oficinas de seguridad fuera de la embajada estadounidense y quemaron vehículos.
Al menos 4 manifestantes murieron como consecuencia de los altercados.

### Túnez
En Túnez, el 14 de septiembre, los manifestantes entraron en el recinto de la embajada de EE. UU. después de escalar por los muros e incendiaron los árboles situados en el interior del recinto. También atacaron la Escuela Americana que funciona dentro del complejo y la prendieron fuego. Al menos hubo 4 muertos y 46 heridos durante las protestas. El gobierno de EE. UU. retiró a todo el personal no esencial e instó a sus ciudadanos a salir de la ciudad.

### Kuala Lumpur
El 14 de septiembre, una pequeña y pacífica manifestación se llevó a cabo en la embajada de EE. UU. en Kuala Lumpur, Malasia.

### Malé
El 14 de septiembre, una multitud de personas se concentró en frente de un edificio de las Naciones Unidas en Malé (Maldivas) y prendieron fuego a la bandera estadounidense.

### Teherán
En Teherán, los estudiantes se reunieron fuera de la embajada de Suiza para protestar por el vídeo anti Mahoma. En el 20 de septiembre, un grupo de manifestantes islámicos quemaron la bandera israelí y estadounidense frente a la embajada francesa. Algunos manifestantes llevaban pancartas en contra de EE. UU., Francia y Reino Unido diciendo que eran los "tres demonios" además del "régimen sionista" según informa la agencia IRNA.

## Reacciones
- Estados Unidos: El presidente Barack Obama dijo: "Lo que yo preveo es que seguiremos viendo protestas durante los próximos días, pero en lo que quiero hacer hincapié es que nuestros diplomáticos están en peligro, cada día, en muchos de esos destinos, pero hacen un trabajo excelente y heroico" y "Lo que hemos hecho no es solo reforzar la seguridad alrededor de la región, sino que también he enviado un mensaje muy claro a los líderes de la región, diciendo que esperamos que protejan nuestras embajadas, que protejan nuestros consulados". Respecto a las protestas en Bengasi comentó: "En particular, en el caso del Gobierno libio, espero que trabajen con nosotros para llevar a los autores de este terrible crimen ante la justicia". Al final ha declarado: Seremos claros a la hora de defender los derechos y libertades individuales y continuaremos asegurándonos de que nuestra presencia en la región sea constructiva".[16]
- Libia: El presidente del Congreso General Nacional de Libia, Mohamed Yousef al-Magariaf, pidió perdón a los EE. UU. por el ataque al Consulado de EE. UU. en Bengasi.[17]
- España: El ministro de Asuntos Exteriores, José Manuel García-Margallo, anunció el refuerzo de las medidas de seguridad en todas las embajadas españolas en el mundo árabe.[18]
- Francia: Sobre las caricaturas sobre Mahoma, el ministro de Asuntos Exteriores francés, Laurent Fabius, dijo durante una visita a El Cairo que estaba “en contra de cualquier provocación”, y recordando la importancia de la libertad de expresión.[19] El día 21 de septiembre, Francia cerró sus embajadas y colegios al menos en 20 países por la publicación de nuevas viñetas.[20]